# Sherilyn Fenn
Sherilyn Fenn, född Sheryl Ann Fenn den 1 februari 1965 i Detroit, Michigan, är en amerikansk skådespelare. Hon är bland annat känd för rollen som Audrey Horne i TV-serien Twin Peaks (1990–1991, 2017) och för sin roll i filmen Boxing Helena (1993).

## Filmografi i urval
- 1988 – Two Moon Junction
- 1990 – Wild at Heart
- 1990–1991 – Twin Peaks (TV-serie) (30 avsnitt)
- 1991 – Diary of a Hitman
- 1992 – Möss och människor
- 1993 – Boxing Helena
- 1993 – Three of Hearts
- 1993 – Fatal Instinct
- 1997 – Skrivet i stjärnorna
- 1997 – The Shadow Men
- 1998–2001 – Rude Awakening (TV-serie) (55 avsnitt)
- 2002 – Se upp för Ellie (TV-serie)
- 2003 – The United States of Leland
- 2003–2004 – Boston Public (TV-serie) (fyra avsnitt)
- 2003–2007 – Gilmore Girls (TV-serie) (nio avsnitt)
- 2007 – The Dukes of Hazzard: The Beginning
- 2007 – Treasure Raiders
- 2013 – Magic City (TV-serie) (fyra avsnitt)
- 2014 – Ray Donovan (TV-serie) (åtta avsnitt)
- 2017 – Twin Peaks (TV-serie) (fyra avsnitt)
- 2017 – Confess (TV-serie) (sju avsnitt)
- 2017–2019 – S.W.A.T. (TV-serie) (sju avsnitt)